# كاميليون (فرقة موسيقية)
كاميليون هي فرقة موسيقية جزائرية تأسست عام 2009 في الجزائر العاصمة.
اسم الفرقة يعني بالعربية «الحرباء» وذلك تيمّنا بالألوان الموسيقية المختلفة التي تقدمها، من ميزاتها أنها بقيت وفية للتراث الجزائري رغم الموسيقى الغربية التي ميّزت جلّ أغانيها التي تكفلت بكتابتها وتلحينها بالإعتماد على آلات موسيقية عصرية تارة وتقليدية تارة أخرى.
سجلت أول ألبوم غنائي لها في مارس 1102 تحت عنوان «كاميليون» وحققت الفرقة نجاحا كبيرا في بداية مشوارها حيث باعت أكثر من 0005 نسخة.
ومن أشهر الأغاني التي عرفت بها فرقة «كاميليون» ضمن ألبومها الأول أغنية «و الله» و«رشاني» و«البئر الصغير» و«دوك العديان»، بالإضافة إلى الألبوم الثاني تحت عنوان «كاميليون 2» الذي تم اصداره عام 3102، وإصدارات منفردة مثل «الليلة (6102)»، «وين يمشي الزين (7102)»، و «حبابي (8102)»، كما قامت باحياء مجموعة ناجحة من الحفلات الفنية داخل الجزائر وخارجها.

## المسيرة الفنية
قام المغني وكاتب الأغاني حسن أقران وشقيقه التوأم حسين أقران (إيقاع) بتأسيس الفرقة في عام 2009، وبعد ذلك بعام قاموا بتسجيل أغنيتهم الأولى «والله» التي تم عرضها على الراديو وهي ناجحة للغاية على الشبكات الاجتماعية.
في عام 2011، انضم حسين سخار (سنثسيزر) ورضا صايب (جيتار باس) ويانيس شكيب عيجة (جيتار كهربائي) إلى كامليون واكتملت التشكيلة، لذلك بدأت المجموعة في إنتاج أول ألبوم لها.
في 21 يونيو 2011، فازت الفرقة بجائزتي أفضل أغنية وأفضل ألبوم خلال السهرة التي نظمها موقع خرجة للاحتفال بحفلة الموسيقى. وفي نوفمبر من نفس العام، مثلت الجزائر في مهرجان العالم العربي الثاني عشر في مونتريال 
نهاية عام 2013، أصدرت ألبوم ثانٍ تحت عنوان " Cameleon II ".

## الأسلوب
تمزج أغاني الفرقة بين إيقاعات الروك والتأثيرات الجزائرية مثل الراي والشعبي، بالإضافة إلى أنواع أخرى من الموسيقى مثل الريغي. غالبًا ما تكون الكلمات عن الحب.
يقول حسن، قائد الفرقة، أنه يستمد إلهامه من أعمدة الشعبي مثل العنقة، أعمر الزاهي، كمال المسعودي، ومن نجوم الراي مثل الشاب خالد والشاب بلال  ، وأنه تأثر بعدد كبير من الفرق الأجنبية كسكوربينز وكولد بلاي، فضلا عن فرق جزائرية مثل كناوة ديفيزيون وراينا راي.

## روابط خارجية
- كاميليون (فرقة موسيقية) على موقع ميوزك برينز (الإنجليزية)
- كاميليون (فرقة موسيقية) على موقع ديسكوغز (الإنجليزية)

- "Cameleon". ournia.co (بالفرنسية). Archived from the original on 2017-11-07.